# باول إرنست
باول إرنست (بالألمانية: Paul Ernst)‏ هو صحفي وكاتب ألماني، ولد في 7 مارس 1866 في Elbingerode ‏ في ألمانيا، وتوفي في 13 مايو 1933 في Sankt Georgen an der Stiefing ‏ في النمسا.

## وصلات خارجية
- باول إرنست على موقع الموسوعة البريطانية (الإنجليزية)